# Ma che colpa abbiamo noi
Ma che colpa abbiamo noi è un film del 2003 diretto da Carlo Verdone. Il titolo del film richiama quello della canzone Che colpa abbiamo noi dei The Rokes (1966). Alla realizzazione della sceneggiatura ha collaborato un vero psicoanalista. Alcuni dei personaggi del film corrispondono a reali casi clinici, così come alcuni spunti sono ripresi da fatti o eventi reali.

## Trama
Otto persone frequentano lo stesso gruppo psicoterapico tenuto da un'analista ormai anziana. Durante una seduta, la professionista, immobile e in silenzio nella conduzione del gruppo, muore per arresto cardiaco: gli otto se ne accorgono solo quando, interpellata, non risponde.
Il gruppo decide allora di proseguire l'esperienza con un altro terapeuta. La ricerca risulta tuttavia infruttuosa perché quelli scelti, dopo una serrata consultazione fra i sette partecipanti rimasti, si rivelano non adatti. I sette decidono allora di cimentarsi in una sorta di "autogestione" della terapia di gruppo, che verrà condotta a turno nelle case dei partecipanti.
Il gruppo, così condotto, non riesce a portare beneficio a nessuno dei partecipanti e alcuni ritengono, addirittura, di essere peggiorati. Solo Marco ha la possibilità di rivelare a Chiara, e al gruppo, di essere lì per lei e di non soffrire di nessun disturbo, anche se la ragazza lo respinge decisamente. I sette decidono di sciogliere il gruppo e interrompere l'autogestione fallimentare. Così si perdono di vista per quattro mesi per poi ritrovarsi nel momento in cui apprendono che Alfredo, l'unico del gruppo che sentendosi guarito non aveva aderito all'autogestione, si è suicidato. Questo nuovo incontro, che porterà il gruppo a una rimpatriata in un casale di campagna, permetterà a Marco e Chiara di iniziare la loro storia d'amore mentre Gabriella e Luca vincono i loro tabù finendo a letto insieme. Flavia ed Ernesto avevano già dato una svolta alla propria vita, la prima lasciando l'inaffidabile Aldo e il secondo facendosi perdonare dalla moglie. Gegè è l'ultimo a dover superare le proprie fobie e ci riesce decidendo di lasciare la bella Daria, che a sua insaputa se n'era già andata, per tornare in fabbrica dal padre e mandarlo forzatamente in pensione.

## Personaggi
- Gegè (Carlo Verdone) è un uomo debole, privo di carattere, completamente succube di un "padre padrone" che condiziona e manipola la sua vita, sia privata che professionale. È separato (sua moglie vive a Buenos Aires con un nuovo compagno e il figlio) e momentaneamente vive una relazione clandestina e segreta con Daria, una ragazza spagnola (interpretata da Raquel Sueiro) più giovane di lui, che lo sopporta nonostante le sue crisi di nervi.
- Flavia (Margherita Buy) è una donna affetta dalla sindrome da acquisto compulsivo ed è ossessionata dalle scarpe. La sua casa ne è piena ma non riesce a smettere di comprarne. Conduce una relazione con Aldo (Rodolfo Corsato) un uomo sposato che da tempo promette di separarsi dalla moglie per lei, senza mai concretizzare.
- Chiara (Anita Caprioli) è una giovane studentessa in terapia perché affetta da anoressia nervosa e bulimia. Vive una relazione clandestina e infelice con un suo professore e, di recente, si è invaghita di un ragazzo che ha conosciuto in chat ma non ha mai incontrato.
- Ernesto (Antonio Catania) è stato cacciato di casa dalla moglie dopo averla tradita e vive in un residence. Affetto da insonnia ansiosa, riesce a dormire solo in treno. Per questo ogni notte è costretto ad architettare viaggi che, tra andata e ritorno, gli garantiscano un adeguato riposo notturno e un rientro in orario per l'inizio del lavoro.
- Gabriella (Lucia Sardo) è una donna che ha paura di invecchiare. Vuole rimanere giovane a tutti i costi e per fare ciò frequenta locali giovanili dove cerca incontri occasionali, anche a pagamento. Anch'essa separata, ha una figlia che ne disapprova i comportamenti.
- Marco (Stefano Pesce) è un art designer che ha scelto di frequentare quel gruppo di terapia perché, come dice, non riesce ad avere rapporti interpersonali. La realtà potrebbe però essere diversa.
- Luca (Massimiliano Amato) è un critico d'arte omosessuale. La sua tragedia personale è la tendenza a contrarre rapporti esclusivamente con uomini sposati, tendenza che lo pone sempre di fronte all'alternativa tra il rimanere in ombra o lo sfasciare una famiglia.
- Alfredo (Luciano Gubinelli) è un uomo obeso, suonatore di violoncello in un'orchestra. Affetto da depressione si sente guarito al momento della morte dell'anziana terapista e quindi non partecipa all'autogestione della terapia di gruppo. Dopo due sedute consecutive in cui non era più presente il musicista Ernesto purtroppo scopre la morte di Alfredo causa suicidio direttamente da una notizia tratta da una pagina di giornale. Assieme alla terapista è l'unico membro del gruppo che muore nel film.

## Distribuzione
Il film è uscito nelle sale italiane il 10 gennaio 2003.

## Accoglienza

### Incassi
Il Film ha incassato 6 milioni di euro circa, risultando 23º nella classifica degli incassi della stagione 2002/2003.

## Riconoscimenti
- 2003 - David di Donatello
  - Nomination Migliore sceneggiatura a Piero De Bernardi, Pasquale Plastino, Fiamma Satta e Carlo Verdone
  - Nomination Miglior attore non protagonista a Antonio Catania
- 2003 - Nastro d'argento
  - Migliori costumi a Maurizio Millenotti
  - Nomination Miglior soggetto a Piero De Bernardi, Pasquale Plastino, Fiamma Satta e Carlo Verdone
  - Nomination Migliore colonna sonora a Lele Marchitelli